# Sapho (film 1917)
Sapho è un film muto del 1917 diretto da Hugh Ford. Adattata per lo schermo da Doty Hobart, la sceneggiatura firmata dallo stesso regista si basa sull'omonimo romanzo di Alphonse Daudet, pubblicato a Parigi nel 1884.
 
Prodotto dalla Famous Players Film Company, il film aveva come interpreti Pauline Frederick, Frank Losee, John Sainpolis, Pedro de Cordoba, Thomas Meighan, Howard Davies.

## Trama
Bella e povera, Fanny cerca di fuggire da una vita di stenti e dal padre ubriacone. Si guadagna da vivere vendendo fiori ma, una sera, mentre cerca clienti in un ristorante, la sua bellezza attira l'attenzione di Caoudal, un famoso scultore che la prende come sua modella. Diventata la sua amante, la giovane comincia ad amare quella vita lussuosa. Un poeta, amico di Caoudal e ancora più famoso di lui, si ispira a lei per le sue poesie. Avida di successo e di ammirazione, Fanny lascia anche il nuovo amante, troppo vecchio per lei, per il giovane incisore Flamant. Questi, pazzo d'amore per la donna, vuole che sia circondata dal lusso che tanto ama e per farla felice, infrange la legge e finisce in carcere.
A un gran ballo, dove si presenta come Sapho, Fanny incontra Jean, un giovane provinciale ignaro del suo passato. La donna si innamora profondamente di lui e i due sono felici insieme. Ma, quando Jean scopre chi è veramente Sapho, la lascia per tornare dalla fidanzata abbandonata. In chiesa, durante la cerimonia di nozze, Fanny decide di lasciarsi il passato alle spalle e di ricominciare una nuova vita. Da quel momento, entrerà nella Croce Rossa dove lavorerà come infermiera, dedicandosi ai suoi simili.

## Produzione
Il film fu prodotto dalla Famous Players Film Company e Famous Players.

## Distribuzione
Il copyright del film, richiesto dalla Famous Players Film Co., fu registrato il 5 marzo 1917 con il numero LP10313. Distribuito dalla Famous Players-Lasky Corporation e dalla Paramount Pictures, il film - presentato da Daniel Frohman - uscì nelle sale cinematografiche statunitensi l'11 marzo 1917.
Non si conoscono copie ancora esistenti della pellicola che viene considerata presumibilmente perduta.